# 上塚周平

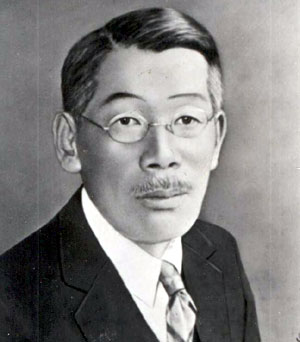
上塚 周平

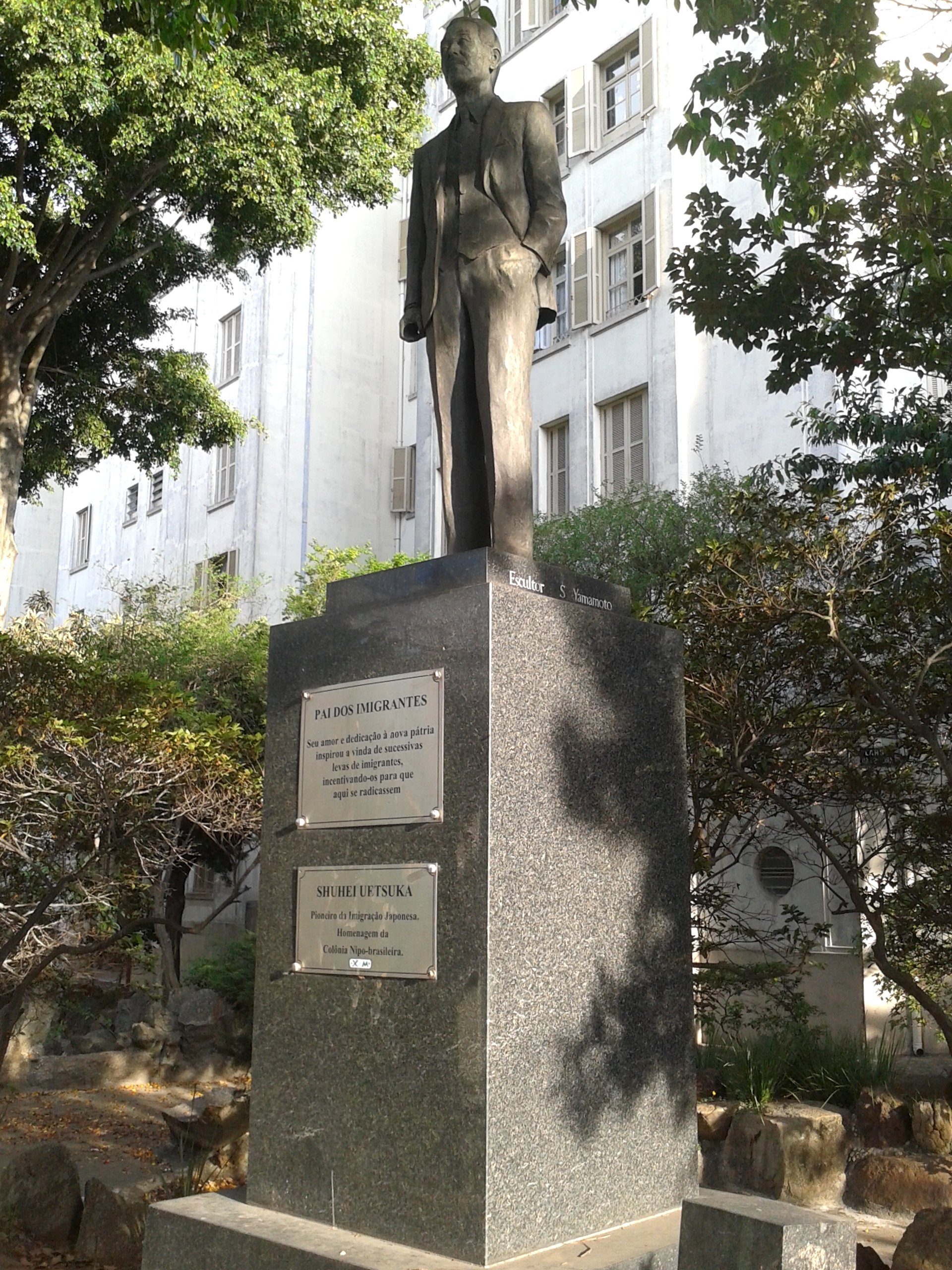
上塚碑

上塚 周平（うえつか しゅうへい、1876年（明治9年）7月12日 - 1935年（昭和10年）7月6日）は、日本のブラジル移民功労者。「ブラジル移民の父」と称される。

## 来歴
熊本県下益城郡赤見村（現・熊本市南区城南町赤見）の上塚家の本家（ほんいえ）に生まれる。済々黌高等学校、旧制第五高等学校（現・熊本大学）を経て、1907年（明治40年）3月に東京帝国大学法科を卒業する。
同年11月、皇国殖民会社の社長を務める水野龍がブラジルサンパウロ州農務局と日本移民輸送契約を調印。翌年の1908年（明治41年）、代議士の江藤哲蔵の推薦により周平はブラジル行第1回移民の輸送監督兼会社代理人として170家族・792人を率いて移民船・笠戸丸に乗船、4月28日に神戸港を出航する。約50日に及ぶ航海の末6月18日にサントスに到着し、主にサンパウロに移民者を定住させた。
移民者の多くはコーヒー農園の契約労働者として働いていたが、その移民事業初年はコーヒー豆の極度の不作や、出航が遅れたために到着したときには既に収穫期を過ぎてしまっていたことなどで、収入がほとんど得られず経営主と移民者との間にトラブルが多発、サンパウロ州政府の補助金停止などの問題に発展し皇国移民会社が破綻する。移民者側も収入がほとんど得られないため貧困になり耐えかねて抜け出す者が続出、移民事業翌年の1909年（明治42年）にはコーヒー農園に残っていた者は170名ほどになっていた。
その後竹村殖民商船によって第2回移民が計画されると周平はその代理人としてブラジルで活躍し1910年（明治43年）6月、旅順丸に乗った247家族・909人をサントスで迎えた。のちに、明治末期から大正初期にかけて竹村商館主催の厳丸・第二雲海丸・帝国丸、及び東洋移民公社主催の神奈川丸・若狭丸に乗った移民が相次いでブラジルに到着する。
周平は移民会社の事業の不統一が、日本人移民の順調な発展の阻害要因となっている事実を認識する。移民政策を統一することを国に提案するため1914年（大正3年）に帰国し、菊池恵次郎を通じて後藤新平を説得するが受け入れられなかった。しかし遂に彼自身移民事業を興す意志を固め、菊池の後援を受け1917年（大正6年）8月にブラジルに渡った。
その頃、第一次世界大戦によりヨーロッパからの移民が途絶えたため、サンパウロ州政府は1917年（大正6年）から1920年（大正9年）までの4年間に、日本人5,000人を受け入れることを承諾する。
増加する日本人移民を雇い入れる土地を確保するため1918年（大正7年）、サンパウロ州プロミッソンのプロミッソン駅付近の土地を確保し「第一上塚植民地」を開設する。1922年（大正11年）には、同州リンスに「第二上塚植民地」を開設した。
資金に余裕が出てきた周平は、米と綿の栽培事業に乗り出すも失敗。コーヒー農園経営に切り替える。その後、1925年（大正14年）から1926年（大正15年）にかけて旱魃や革命動乱に見舞われ外国人高利貸しへの対応に追われていた日系人を救うため、日本政府を説得し85万円を融資させる。
移民事業に携わり25年が経過した1933年（昭和8年）11月、勲六等単光旭日章を受章する。
1935年（昭和10年）7月6日、58歳で死去。プロミッソン共同墓地に葬られる。生涯独身であった。